# Oldendorf (Schiff)
Die USS Oldendorf (DDG-972) war ein zur Spruance-Klasse gehörender Zerstörer der United States Navy, der im März 1978 in Dienst gestellt wurde. Das Schiff blieb bis Juni 2003 im aktiven Dienst und lag anschließend in der Reserveflotte, ehe es am 22. August 2005 als Zielschiff versenkt wurde.

## Geschichte
Die Oldendorf wurde am 26. Januar 1972 als zehnte Einheit der Spruance-Klasse in Auftrag gegeben und am 27. Dezember 1974 in der Werft von Ingalls Shipbuilding auf Kiel gelegt. Das Schiff lief am 21. Oktober 1975 vom Stapel und wurde am 4. März 1978 in Dienst gestellt. Der Zerstörer erhielt seinen Namen zu Ehren von Admiral Jesse B. Oldendorf, der wenige Monate vor Kiellegung verstarb.
Die Oldendorf wurde in San Diego stationiert, musste aufgrund von Verbesserungsarbeiten ihr erstes Dienstjahr zu großen Teilen in der Werft ihres Erbauers Ingalls Shipbuilding verbringen. In den folgenden Jahren nahm das Schiff an Übungseinsätzen teil, darunter von Mai bis November 1980 gemeinsam mit Einheiten der Royal Australian Navy vor der Küste Australiens. Ein weiterer Einsatz führte den Zerstörer als Teil der Flugzeugträgerkampfgruppe der Constellation im Oktober 1981 in den Persischen Golf.
Im August 1984 wurde die Oldendorf als Teil der United States Seventh Fleet nach Yokosuka verlegt. Sie gehörte bis zu ihrer Rückverlegung nach San Diego 1991 der Flugzeugträgerkampfgruppe der Midway an. Im November 1986 war das Schiff gemeinsam mit dem Kreuzer Reeves und der Fregatte Rentz die erste US-Einheit seit 1949, die einen chinesischen Hafen (Qingdao) anlief.
Während des Zweiten Golfkriegs lag die Oldendorf 1990 und 1991 erneut im Persischen Golf. 1994 war das Schiff vor Kuwait im Einsatz. In den folgenden Jahren war der Zerstörer Teil weiterer Flugzeugträgerkampfgruppen: Ab 1995 für die Nimitz und die Independece und 1998 für die Carl Vinson. Ebenfalls 1998 nahm die Oldendorf an Operation Desert Fox teil.
Im August 2000 kehrte die Oldendorf ein letztes Mal in den Persischen Golf zurück, als sie bei der Ortung eines Airbus A320 der Gulf Air half, welcher am 23. August mit dem Verlust aller 143 Personen an Bord ins Meer stürzte.
Am 20. Juni 2003 wurde das Schiff nach 25 Dienstjahren ausgemustert und in die Reserveflotte nach Bremerton verlegt. Nach seiner Streichung aus dem Naval Vessel Register am 6. April 2004 wurde der Zerstörer am 22. August 2005 vor der Küste Washingtons als Zielschiff von dem Lenkwaffenzerstörer Russell versenkt.